# این گروه مرگبار
این گروه مرگبار (ایتالیایی: La collina degli stivali) فیلمی در ژانر کمدی و وسترن اسپاگتی به کارگردانی جوزپه کولیتزی است که در سال ۱۹۶۹ منتشر شد.
این فیلم در ایران با نام این گروه مرگبار دوبله و پخش شده است.

## بازیگران
- ترنس هیل
- باد اسپنسر
- وودی استرود
- ویکتور بوینو
- ادواردو چانلی
- لایونل استندر
- جرج ایستمن
- لوچانو روسی
- انتسو فی‌یرمونته
- آلبرتو دلاکوا
- ناتسارنو زامپرلا
- روبرتو دل‌آکوا